# Рудня-Фасова
Рудня-Фасова — село в Україні, в Новоборівській селищній територіальній громаді Житомирського району Житомирської області. Населення становить 74 особи (2001).

## Населення
За даними перепису 2001 року населення села становило 74 особи, з них 98,65 % зазначили рідною українську мову, а 1,35 % — білоруську.

## Історія
У 1906 році — Фасівська Рудня, колонія Фасівської волості Житомирського повіту Волинської губернії. Відстань від повітового міста 44 версти, від волості  2. Дворів 117, мешканців 686.
У 1932–1933 роках село постраждало від Голодомору.
У 1924—54 роках — адміністративний центр колишньої Руднє-Фасівської сільської ради Володарсько-Волинського району.